# Erastroides
Erastroides is een geslacht van vlinders van de familie van de Uilen (Noctuidae). De wetenschappelijke naam van dit geslacht is voor het eerst voorgesteld door George Francis Hampson in een publicatie uit 1893.

## Soorten
- E. albiguttata Druce, 1909
- E. curvifascia Hampson, 1891
- E. emarginata Hampson, 1910
- E. endomela Hampson, 1910
- E. fausta Swinhoe, 1903
- E. flavibasalis Hampson, 1897
- E. hermosilla Schaus, 1904
- E. javensis Warren, 1913
- E. mesomela Hampson, 1910
- E. oliviaria Hampson, 1893
- E. propera Grote, 1882